# Mutějovice
Mutějovice (Duits: Mutiowitz) is een Tsjechische gemeente in de regio Midden-Bohemen en maakt deel uit van het district Rakovník. Het dorp ligt op 10 km afstand van de stad Rakovník.
Mutějovice telt 810 inwoners.

## Geografie
De gemeente Mutějovice bestaat uit de volgende dorpen:
- Mutějovice;
- Lhota pod Džbánem.

Het dorp ligt aan de zuidkant van het Natuurpark Džbán. Het hoogste punt van het dorp is de heuvel Zadní Rovina (524 m boven de zeespiegel).

## Etymologie
De naam van het dorp is afgeleid van de persoonsnaam Mutěj en betekent dorp van de afstammelingen van Mutěj.

## Geschiedenis
De omgeving van Mutějovice werd al in het vroege paleolithicum bewoond. Archeoloog Friedrich Hammer identificeerde vijf sites in de omliggende velden. Samen met andere onderzoekers heeft hij diverse prehistorische werktuigen gevonden, zoals vuurstenen en bewerkt kwartsiet. De vondsten zijn permanent tentoongesteld in het T. G. M. Rakovníkmuseum. Een andere prehistorische vindplaats, uit het late paleolithicum, is gelegen aan de rand van het dorp. Ook is een historische naam van de site teruggevonden: Na Liščinách.

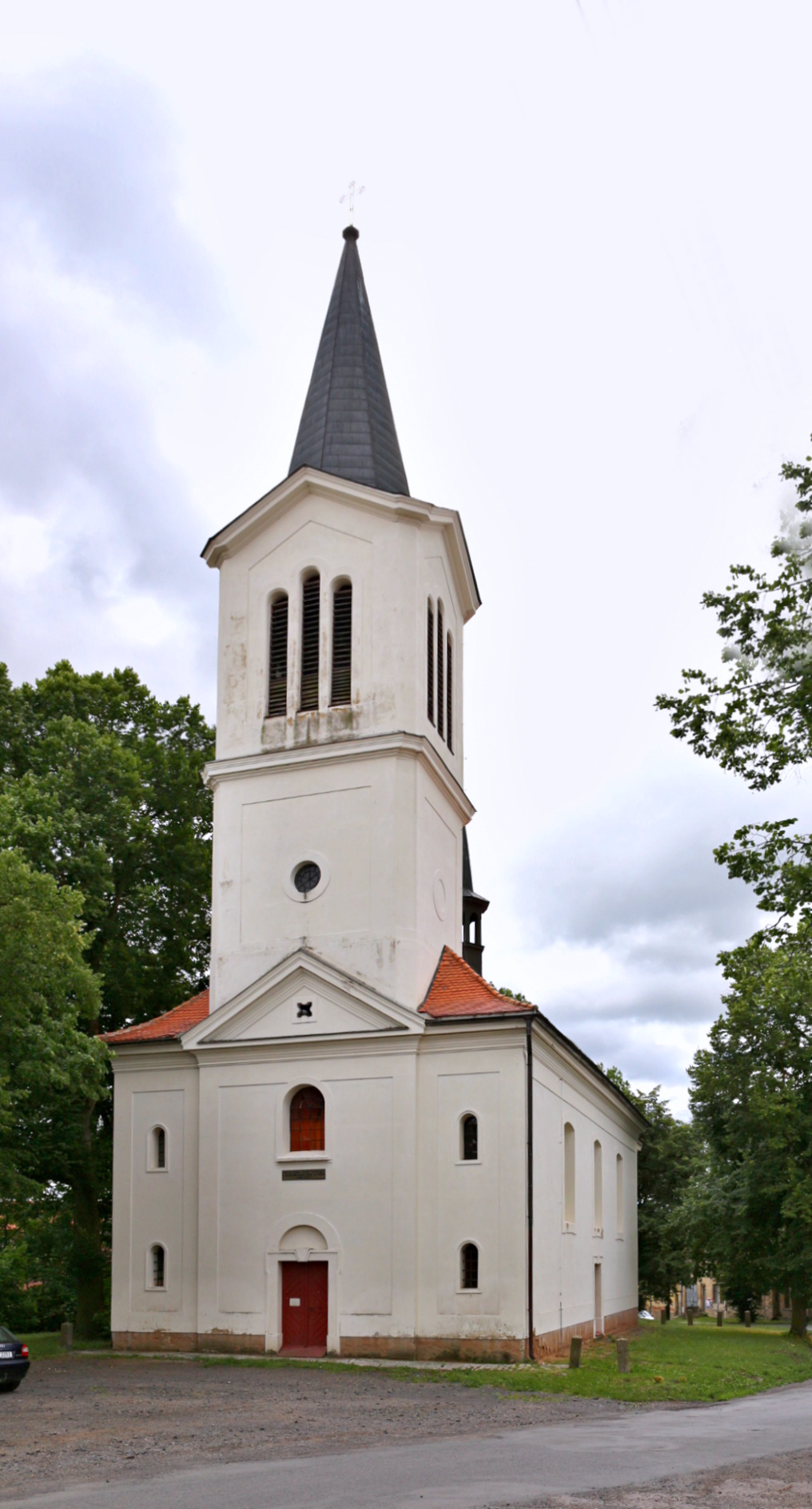
Sint-Wenceslauskerk

De eerste schriftelijke vermelding van Mutějovice, toen behorend tot het koninklijke landgoed Křivoklát, dateert uit de regeerperiode van koning Jan van Luxemburg en dateert uit 1325. Een tweede vermelding uit 1337 beschrijft hoe van Luxemburg Mutějovice verpandde aan Hendrik van Kaufunk. In 1356 werd voor het eerst de  Sint-Wenceslauskerk vermeld als een parochiekerk. Al in de tweede helft van de 16e eeuw was er een school in Mutějovice, een van de eerste in de wijde omgeving.
Het dorp werd in 1634, tijdens de Dertigjarige Oorlog, geplunderd. Hierbij gingen de parochie en school verloren; in 1707 werden ze herbouwd. In 1740 werd de Sint-Procopiuskerk gebouwd. In 1806 werd Mutějovice door een ramp getroffen, toen een grote brand 47 huizen en de kerk in de as legde. Tussen 1867 en 1871 werd door Mutějovice de spoorlijn Praag - Lužná u Rakovníka - Chomutov/Rakovník aangelegd. In 1880 werd de plaatselijke vrijwillige brandweer opgericht en in 1893 werd een postkantoor geopend. Eveneens in die tijd werd in de omgeving van het dorp steeds meer Zwarte steenkool gewonnen; ook nam de hopteelt toe.
Na het Verdrag van München, waarbij Tsjecho-Slowakije in de herfst van 1938 werd gedwongen een groot deel van het Sudetenland af te staan aan Nazi-Duitsland, werd Mutějovice zeven jaar lang het laatste grensdorp aan Tsjechische zijde - het naburige Kounov (okres Rakovník) lag net over de grens.
Sinds 2003 is Mutějovice een zelfstandige gemeente binnen het Rakovníkdistrict.

## Verkeer en vervoer

### Autowegen

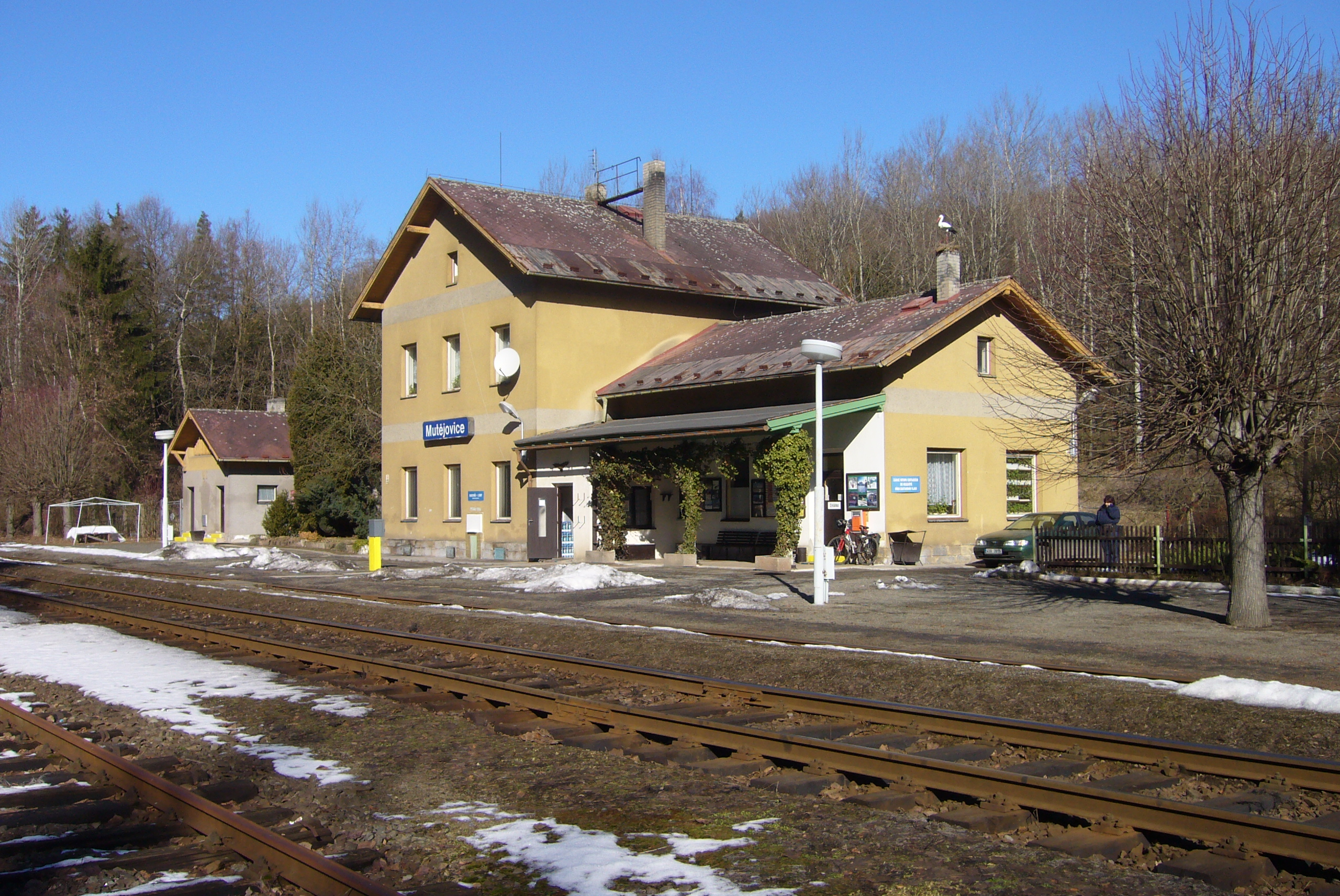
Station Mutějovice aan spoorlijn 126

Het dorp is te bereiken via regionale wegen.

### Spoorlijnen
Station Mutějovice ligt aan spoorlijn 120 en 124 Praag - Lužná u Rakovníka - Chomutov/Rakovník. De lijn is een enkelsporige nationale lijn waarop het vervoer in 1870 begon. Mutějovice heeft tevens een station aan spoorlijn 126 Rakovník - Most, op drie kilometer afstand van het dorpscentrum. Er halteren op spoorlijn 126 13 treinen per dag.

### Buslijnen

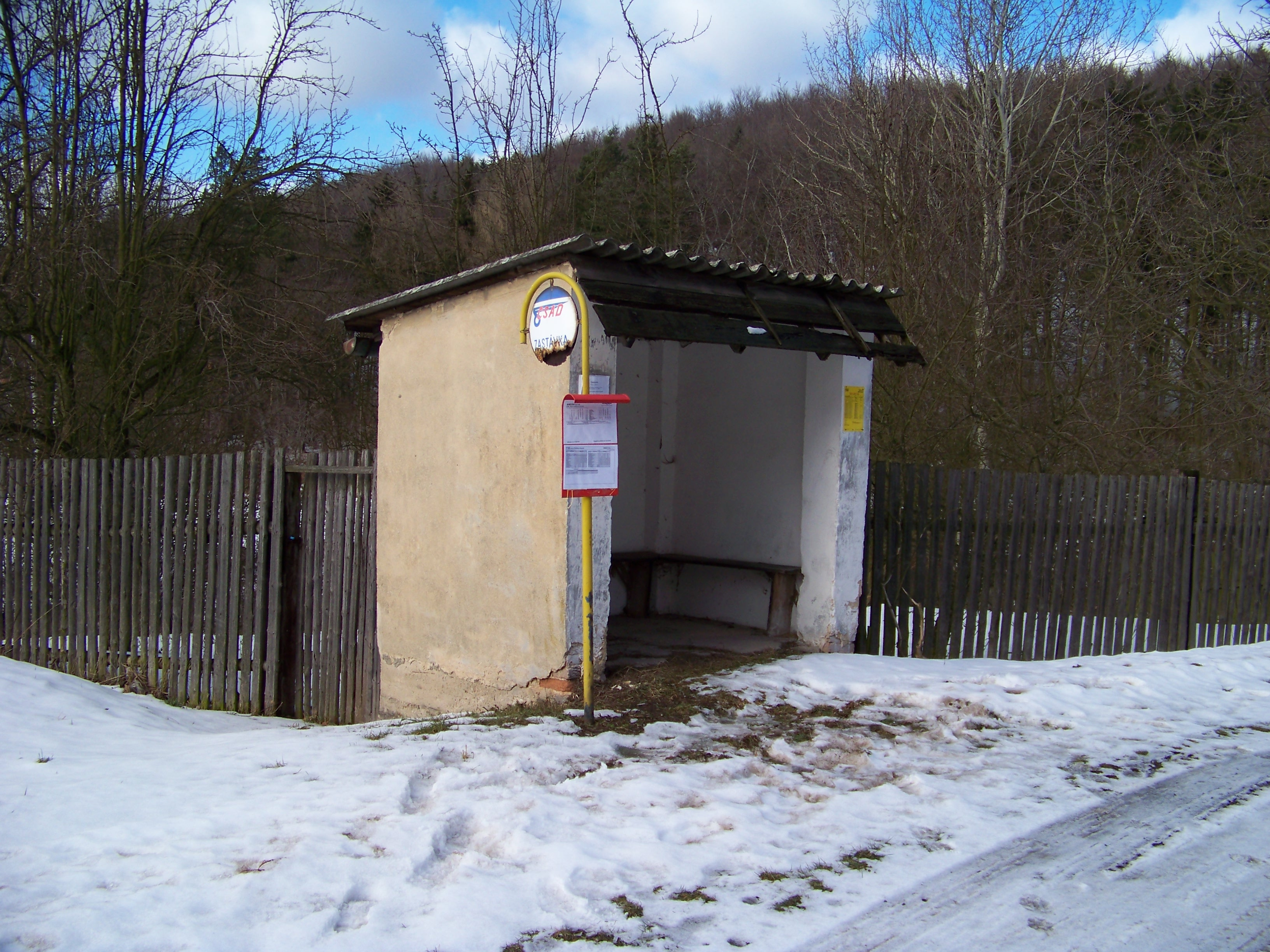
Bushalte in het dorp

Er halteren diverse buslijnen in het dorp:
- Lijn 405 naar Žatec;
- Lijn 563 naar Kounov;
- Lijn 585 naar Ročov;
- Lijn 563, 584 en 711 naar Rakovník.

Lijn 405 is de enige die ook in het weekend rijdt (een paar ritten per dag).

## Bezienswaardigheden
- Sint-Wenceslauskerk;
- Sint-Procopiuskerk;
- Standbeeld van de Maagd Maria;
- Duivelssteen ten noorden van het dorp, aan de weg naar het station.

## Bekende inwoners
- Gustav Kroupa (1857-1935), mijnbouwingenieur en directeur van de Jáchymov-uraniummijnen;
- Adolf Truksa (1864-1944), schrijver en vertaler;
- Josef Mágr, beeldhouwer;
- Vojtěch Tittelbach (1900-1971), schilder;
- František Ometák (1912-1942), rijksveldwachter;
- Hynek Roubík, Tsjechisch academicus aan de Tsjechische Landbouwuniversiteit Praag;
- Friedrich Hammer (1899-1973), archeoloog.[4]

## Galerij

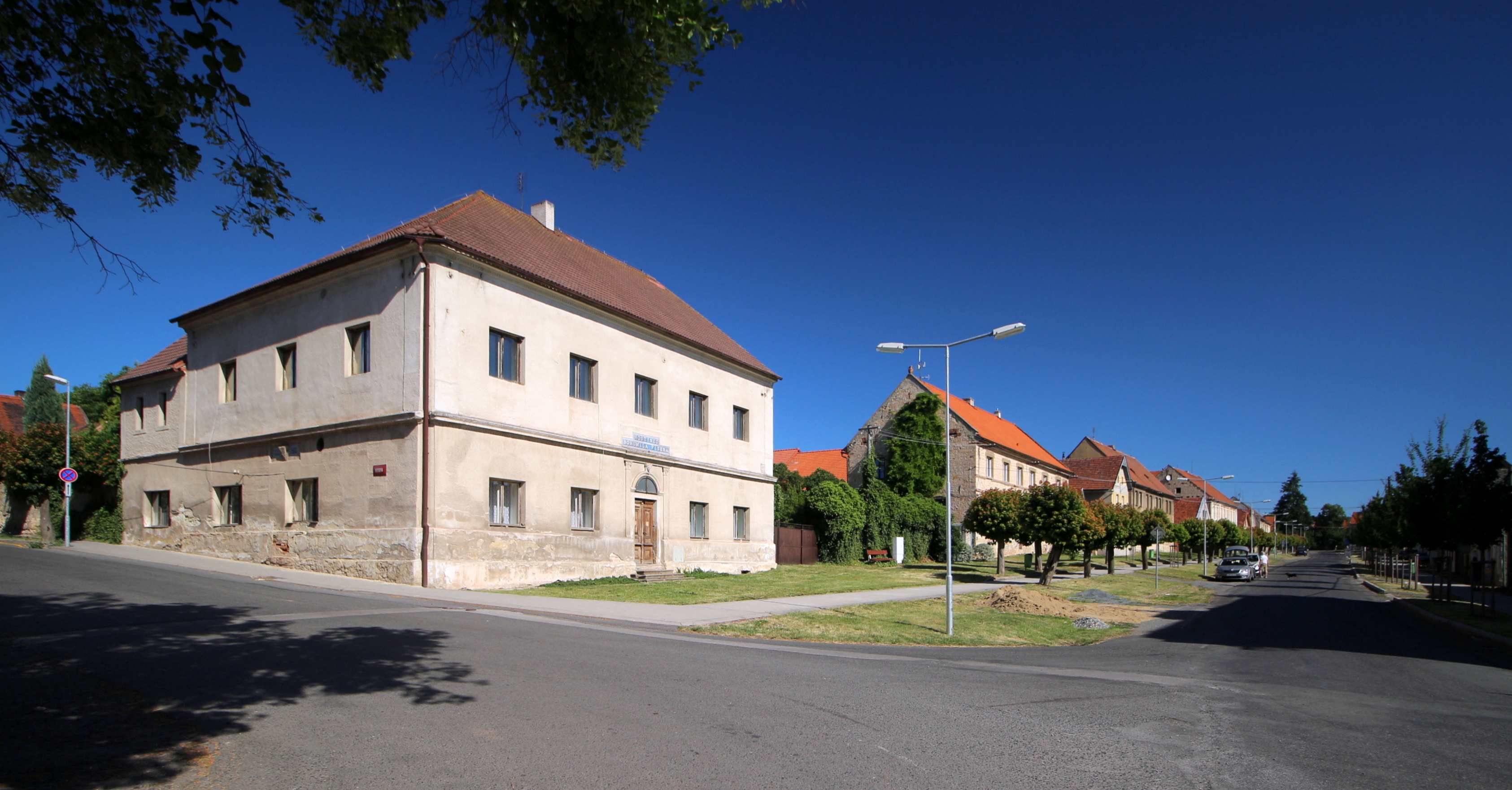
Oude herberg in Mutějovice
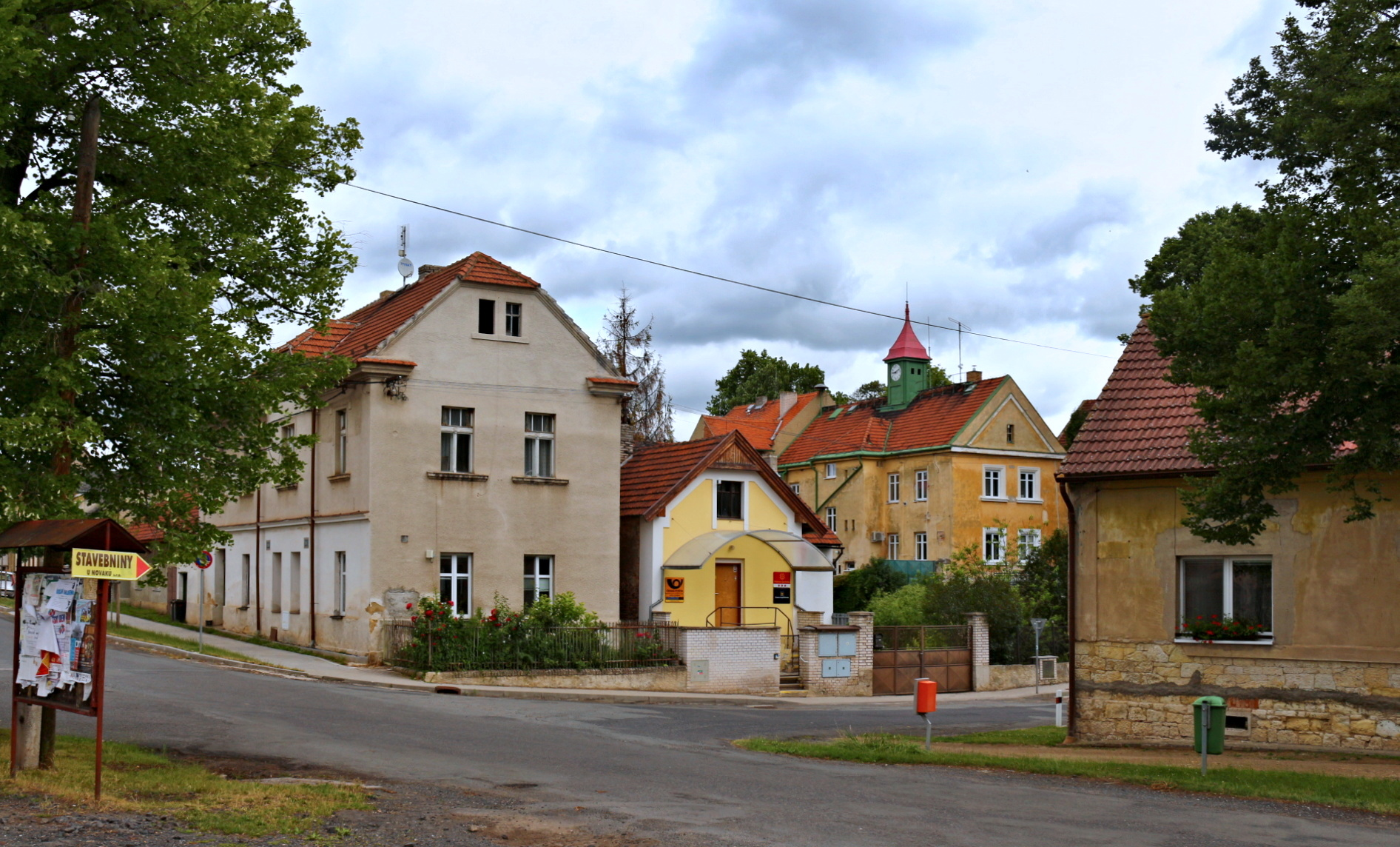
Postkantoor van Mutějovice
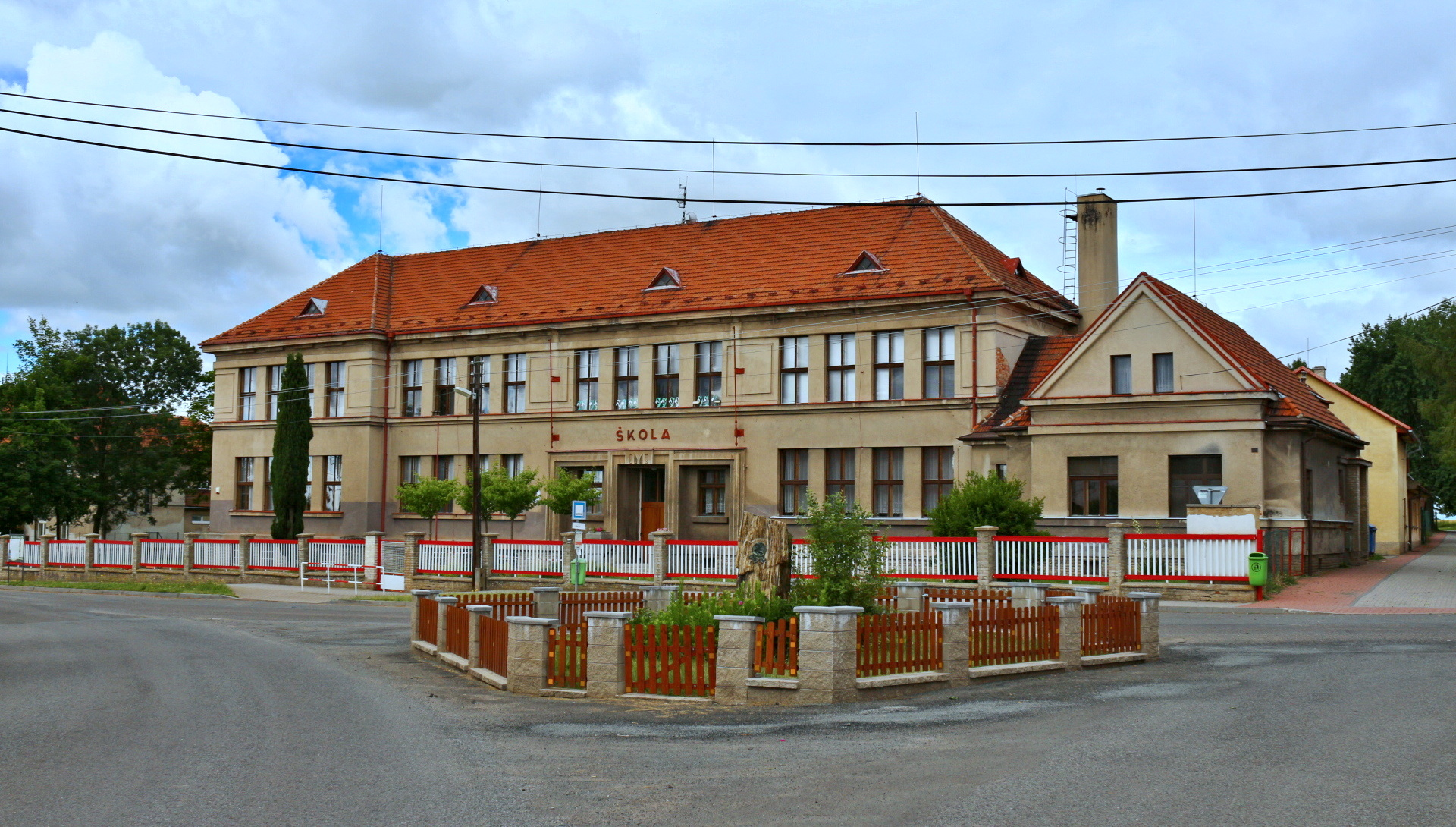
School van Mutějovice
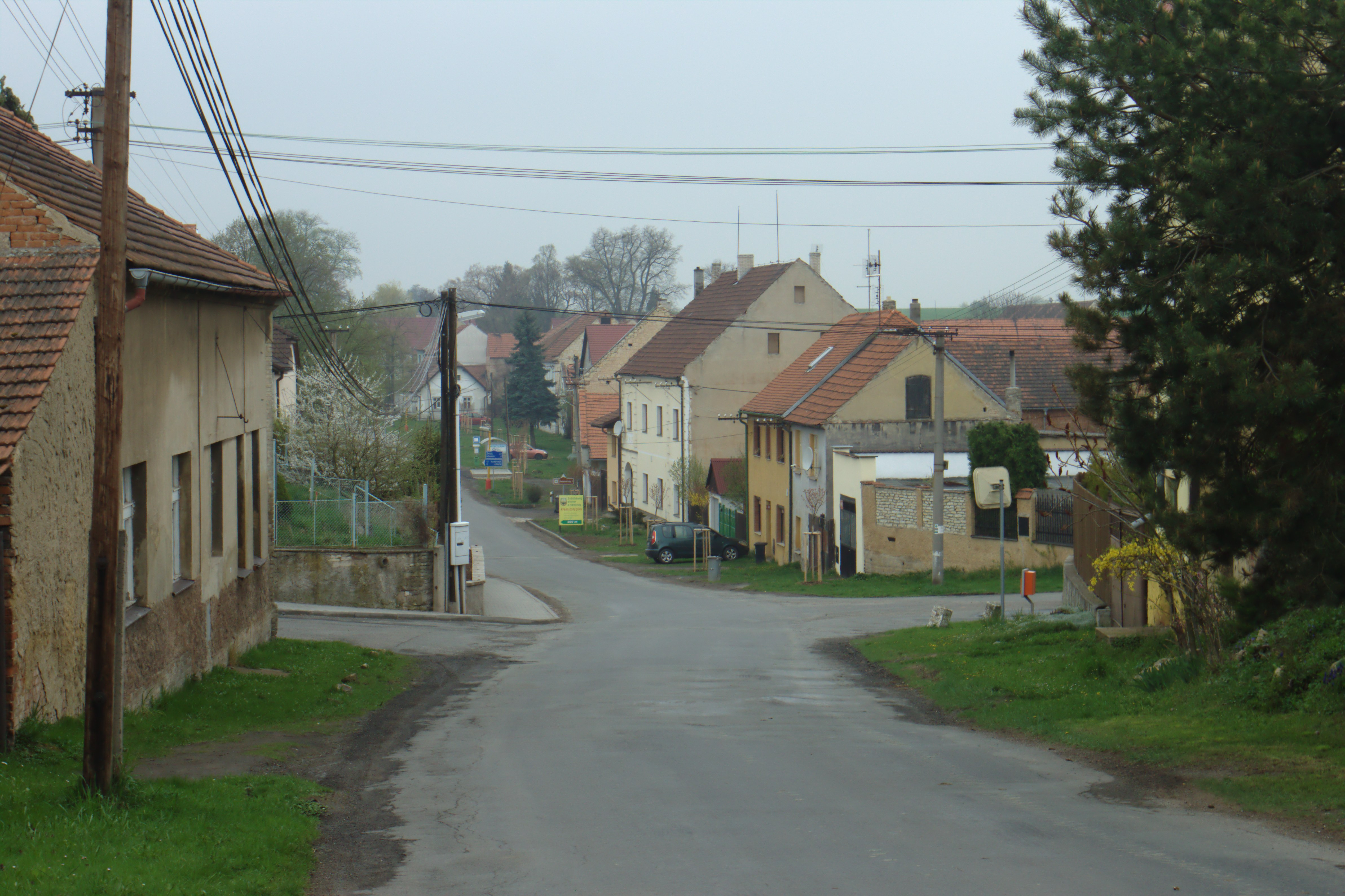
Heuvelachtige straat in Mutějovice
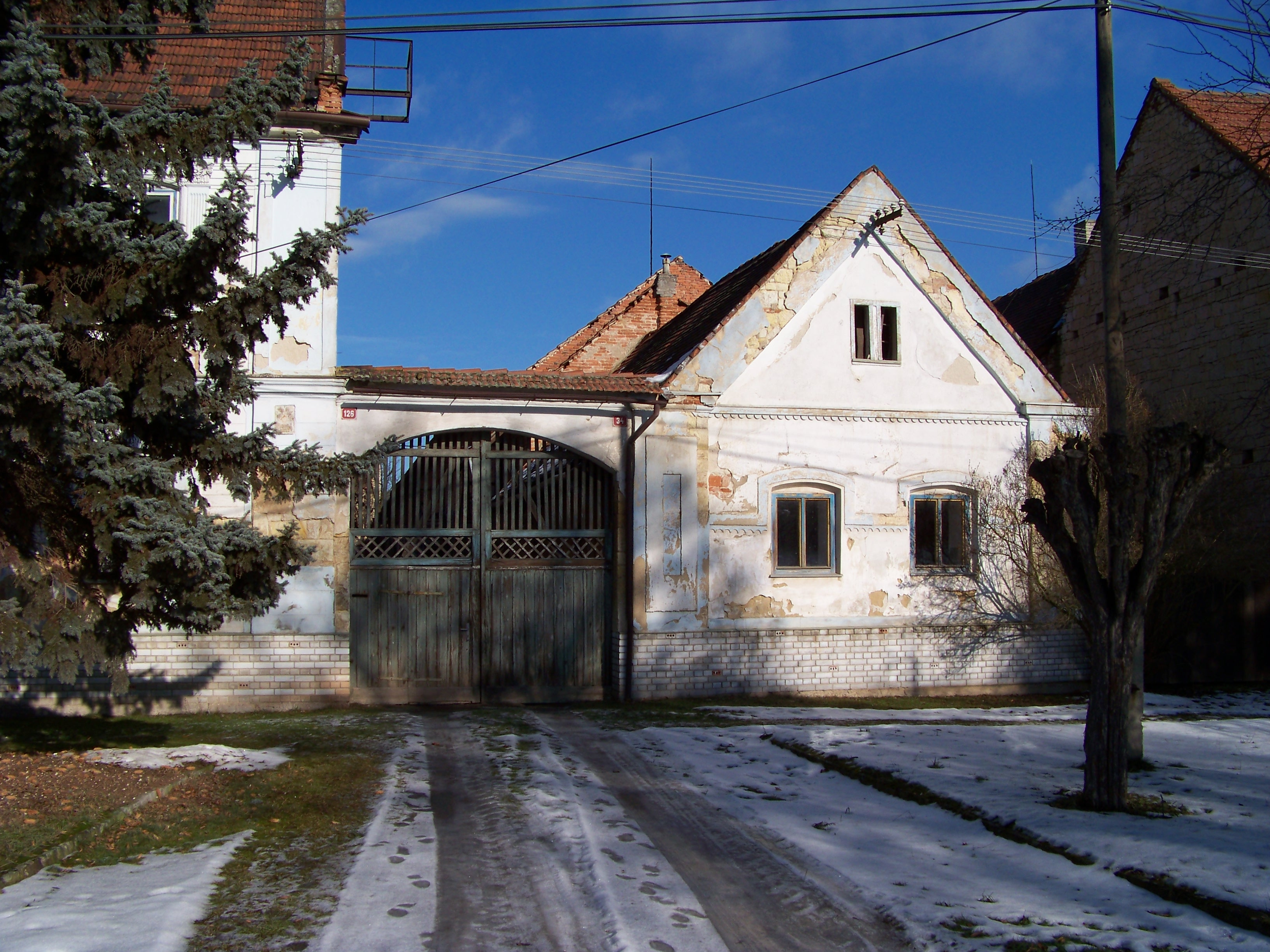
Boerderij in Mutějovice
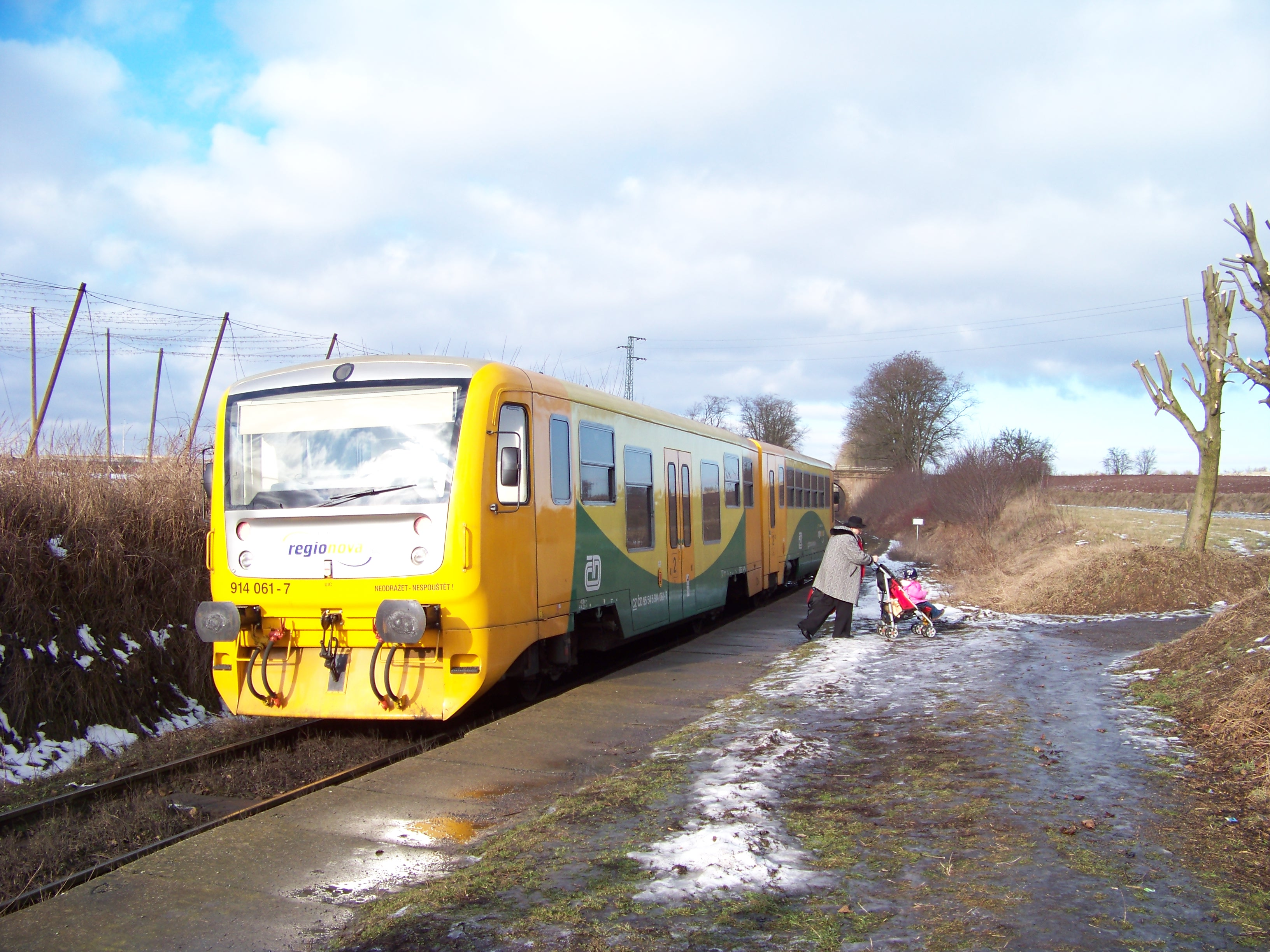
Regionovatrein op station Mutějovice aan spoorlijn 120/124
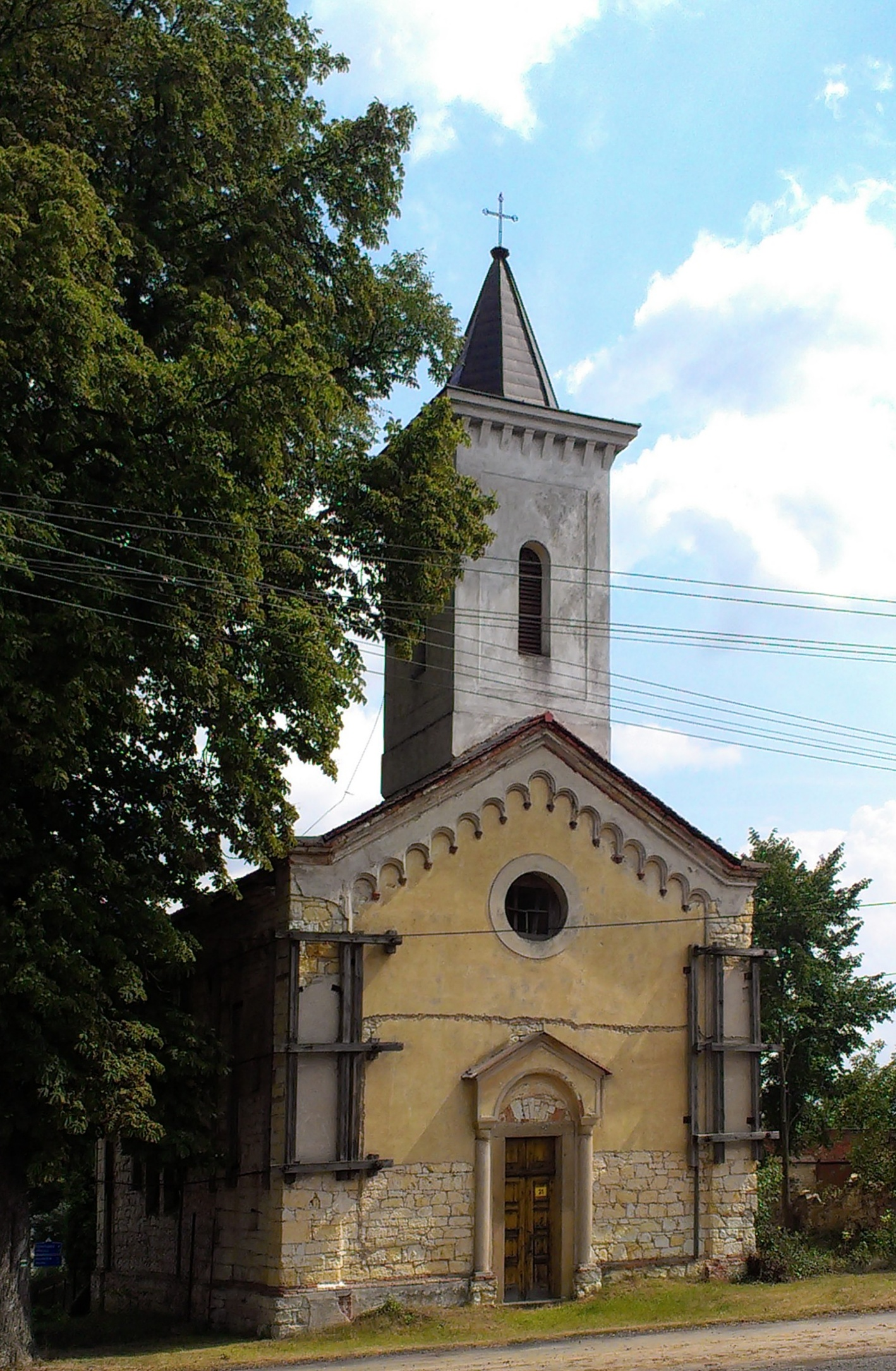
Sint-Procopiuskerk in Mutějovice
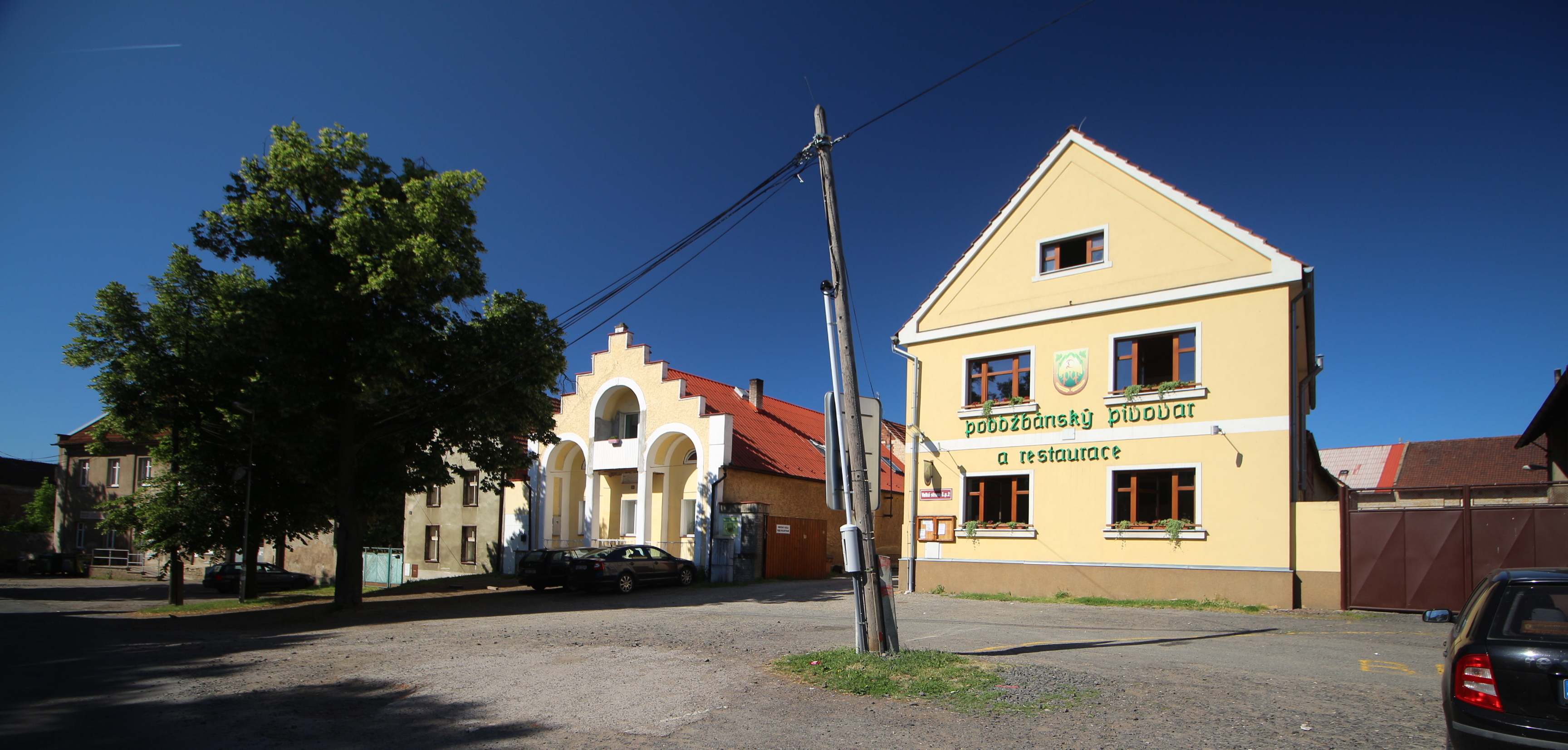
Poddžbánský-brouwerij in Mutějovice
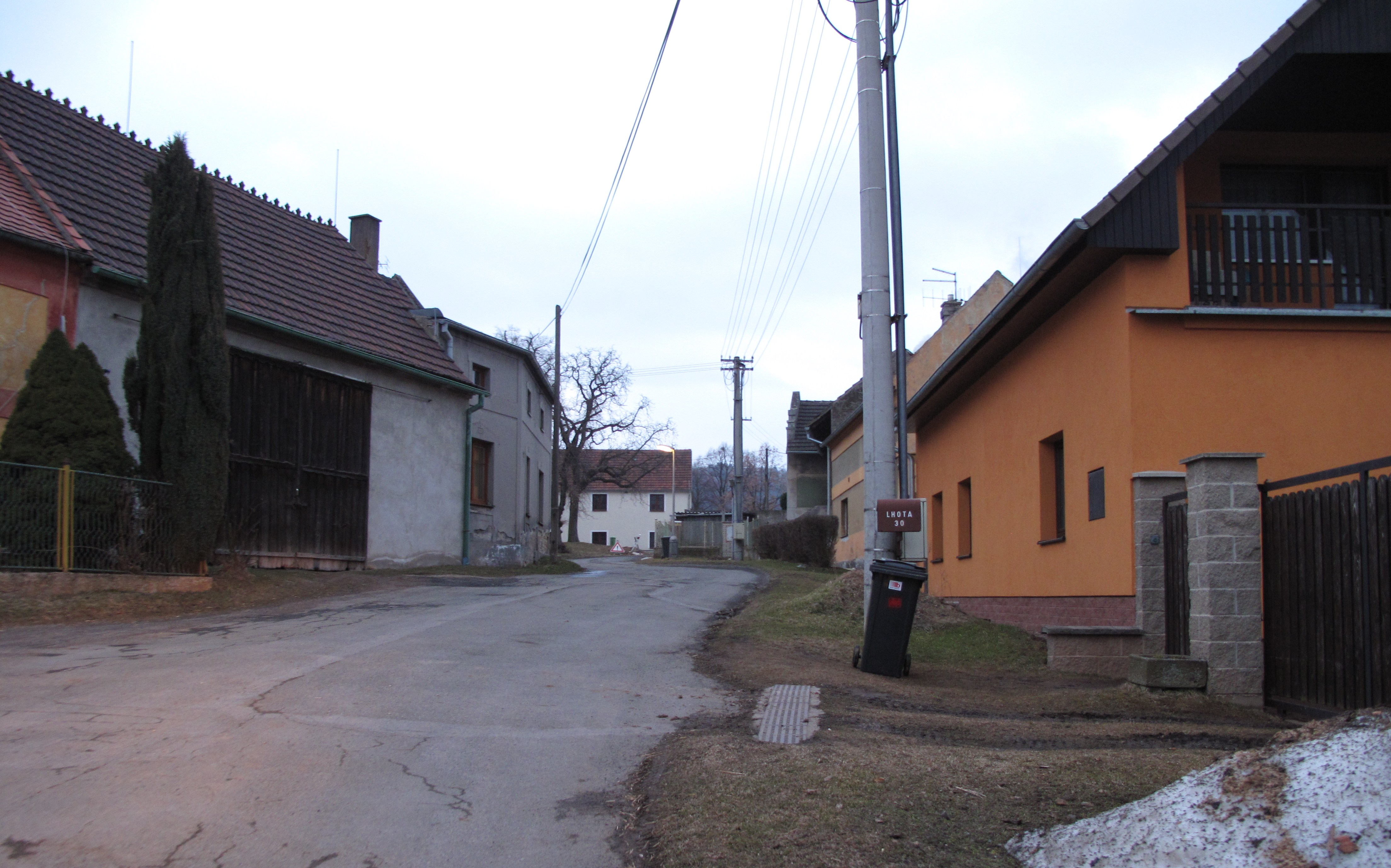
Straat in Lhota pod Džbánem